# Anberlin
Anberlin es una banda estadounidense de rock alternativo formada en Winter Haven, Florida, en 2002. Desde el 2007 está integrada por Stephen Christian (voz y teclado), Joseph Milligan (guitarra), Deon Rexroat (bajo), Nathan Young (batería) y Christian McAlhaney (guitarra rítmica). En 1998 Stephen y Deon Rexroat formaron el grupo SaGoh 24/7, con la cual lanzaron dos álbumes de estudio antes de separarse. Posterior a eso, formaron Anberlin en 2002; a un año de su creación, firmaron con el sello Tooth & Nail Records y publicaron su álbum debut, Blueprints for the Black Market. En 2005, la banda lanzó su segundo álbum de estudio, Never Take Friendship Personal, que vendió 150 000 en los Estados Unidos. El tercer lanzamiento del grupo, Cities, se lanzó en 2007, y se convirtió en el primer álbum de Anberlin en entrar al top veinte en la lista Billboard 200, luego de vender 34 000 copias en su primera semana.

## Historia

### 1998 a 2002: SaGoh 24/7 y el inicio de Anberlin
Stephen Christian conoció al bajista Deon Rexroat cuando estaban en secundaria y ambos formaron una banda llamada SaGoh 24/7. A esta se le unieron el baterista Sean Hutson y el guitarrista Joseph Milligan. El grupo publicó dos álbumes mediante el sello Rescue Records, Servant After God's Own Heart (1999) y Then I Corrupt Youth (2001). Después de que estos vendieran solo 1300 copias, Hutson dejó la banda para empezar una familia, por lo que Nathan Young entró en su lugar. Posteriormente, Christian, Milligan y Rexroat empezaron a trabajar en un proyecto acústico, el cual se convirtió en Anberlin, y marcó el fin de SaGoh 24/7. Con el dinero sobrante de antiguas presentaciones, grabaron con el productor Matt Goldman cinco maquetas que subieron a PureVolume. Por consejo de varios amigos, incluidos Chad Johnson y Timothy McTague de Underoath, la banda firmó con el sello Tooth & Nail Records.

### 2002 a 2005: Primeros dos álbumes

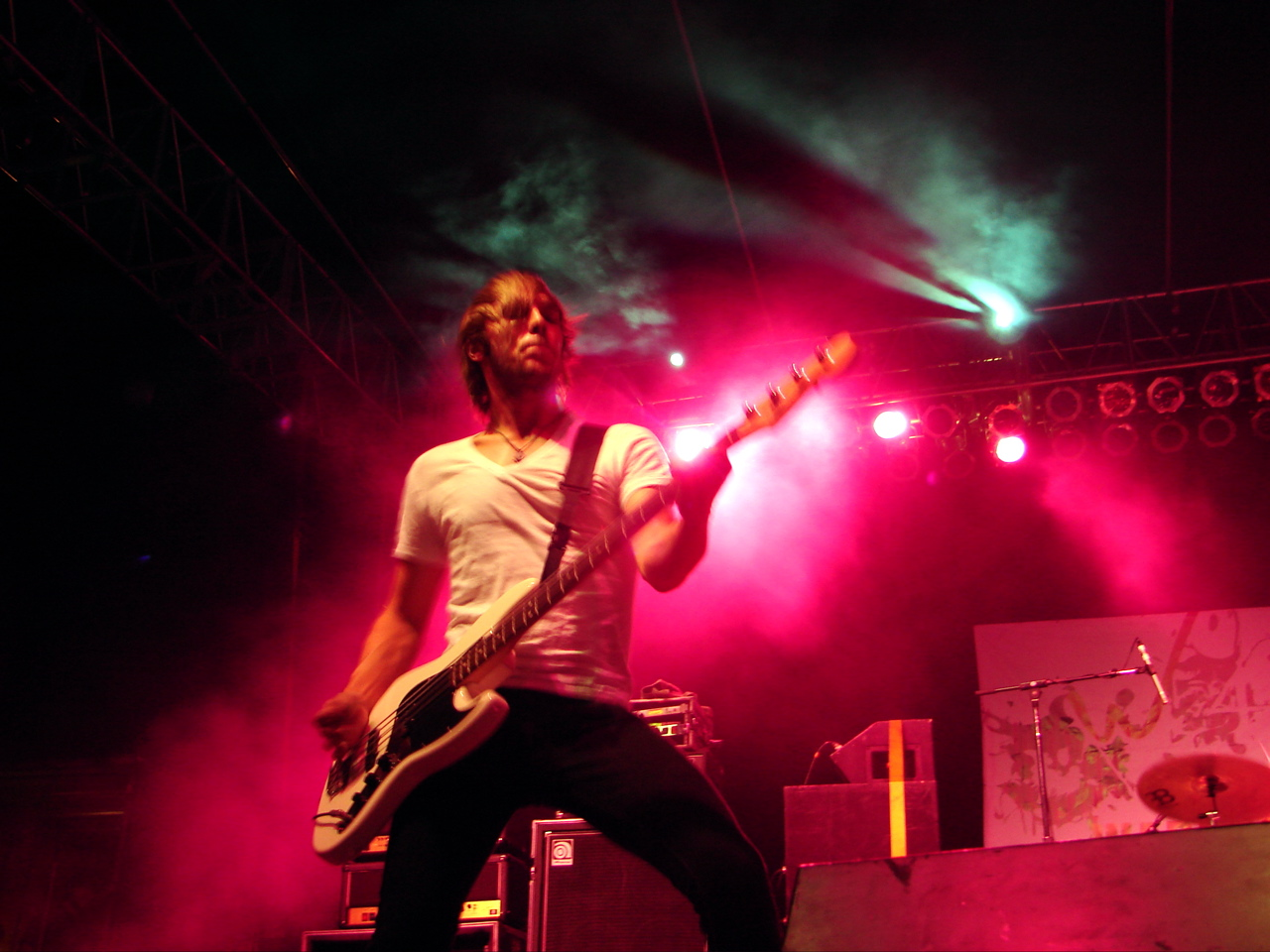
Deon Rexroat durante un concierto de Anberlin en Purple Door, agosto de 2007.

De las cinco maquetas que Anberlin grabó con Matt Goldman, tres fueron elegidas para ser retrabajadas para el álbum debut de la banda; entre ellas el sencillo «Readyfuels», «Driving» (luego renombrada «Autobahn») y «Foreign Language». Otra canción, «Embrace the Dead», también se grabó como una maqueta, sin embargo, no formó parte del álbum debut de la banda ya que no constituía la dirección estilística hacia la que ellos querían ir. Luego de escuchar maquetas de la banda Acceptance, Anberlin eligió grabar su álbum debut con el mismo productor, Aaron Sprinkle, creando una relación que duró toda el tiempo que permanecieron en Tooth & Nail Records. Apenas un año después de su formación publicaron su primer álbum de estudio titulado Blueprints for the Black Market (2003). El disco no ingresó en listas musicales, pero gracias a su sencillo «Readyfuels», el álbum vendió más de 60 000 copias. Para promocionarlo, estuvieron de gira con otras bandas de su mismo sello discográfico.
Durante ese periodo, el guitarrista rítmico Joey Bruce fue expulsado de la banda; según Christian, para el «era todo sobre sexo y drogas», y estaba yendo en una dirección diferente a la del resto de la banda. Luego de varios reemplazos fallidos, Nathan Strayer de The Mosaic se hizo cargo de la guitarra rítmica. Anberlin lanzó el sucesor de Blueprints for the Black Market, Never Take Friendship Personal, a principios de 2005, nuevamente producido por Aaron Sprinkle. El disco ingresó en el puesto 144 de la lista Billboard 200. Never Take Friendship Personal también tuvo una mejor recepción crítica que su álbum debut. Antes de su lanzamiento, el grupo promocionó el álbum publicando una canción del disco por semana en PureVolume, MySpace y su propio sitio web. Para promover el álbum publicaron dos sencillos: «A Day Late» y «Paperthin Hymn». Ambos contaron con el apoyo de las radios de rock de los Estados Unidos, siendo este último el que alcanzó la posición número treinta y ocho en la lista Alternative Songs.

### 2005 a 2007:CitiesyLost Songs
El tercer álbum de Anberlin, Cities, lo produjo Aaron Sprinke y Tooth & Nail Records lo publicó el 20 de febrero de 2007. El disco vendió 34 000 copias en su primera semana de lanzamiento, y debutó en el puesto diecinueve en la lista Billboard 200. Al igual que sus anteriores trabajos discográficos, recibió una respuesta positiva por parte de los críticos musicales. Cities además fue el álbum más anticipados de 2007 en Jesus Freak Hideout. Como parte de la promoción, el grupo publicó el sencillo «Godspeed» en diciembre de 2006, y también lanzó el EP Godspeed EP en iTunes, para dar una muestra del álbum. Anberlin también realizó su primera gira como cabeza de cartel, con el apoyo de las bandas Bayside, Meg & Dia y Jonezetta. En una entrevista sobre el álbum, Christian comentó que las letras a través de la discografía de la banda se volvían progresivamente más maduras. «El primer disco (Blueprints for the Black Market) era infantil en cuento a que trataba del hombre contra la mundo. El segundo (Never Take Friendship Personal) fue hombre contra hombre. Cities es más adulto de la manera en que es el hombre contra uno mismo». No obstante, mencionó que «cada canción no gira en torno a ese tema, aunque la idea central para el álbum fue esa». Entre tres y cuatro semanas antes del lanzamiento del disco, se anunció que el guitarrista Nathan Strayer abandonaría amistosamente la banda para volver a The Mosaic y que Christian McAlhaney, exintegrante del grupo Acceptance, se haría cargo como el nuevo guitarrista. El 20 de noviembre de 2007, Anberlin publicó un álbum recopilatorio llamado Lost Songs, que cuenta con lados B, maquetas, covers y versiones acústicas de canciones anteriores, además de pistas grabadas en Sesiones @ AOL.

### 2007 a 2009:New Surrender

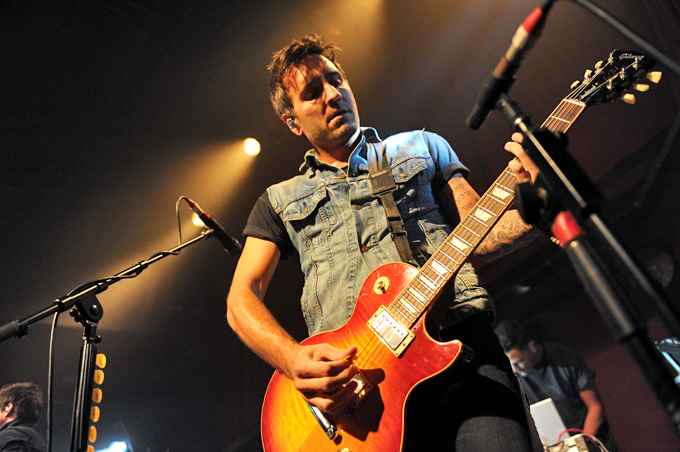
El guitarrista rítmico Christian McAlhaney durante un concierto de Anberlin en 2011.

El 16 de agosto de 2007 Anberlin firmó con la compañía Universal Republic, y poco después empezaron a escribir material para su álbum debut en una major. El cuarto material discográfico del grupo se tituló New Surrender  y se publicó el 30 de septiembre de 2008. Este fue el primer álbum de la banda en no ser distribuido por Tooth & Nail Records, y en no ser producido por Aaron Sprinkle. La primera canción que se escuchó del disco fue «Bittersweet Memory» durante sus presentaciones en vivo, la cual más tarde fue renombrada «Breaking». El 11 de julio de 2008, la banda presentó otra canción del álbum, «Disappear», en su perfil de MySpace. Asimismo, el primer sencillo de New Surrender fue una versión regrabada de «Feel Good Drag», del disco Never Take Friendship Personal. Este se iba a lanzar 18 de agosto de 2008, pero se publicó de manera oficial el 26 de dicho mes. El tema fue un éxito en las radios de rock de los Estados Unidos, y alcanzó la primera posición en la lista Alternative Songs. El 22 de enero de 2014, la Recording Industry Association of America lo certificó con un disco de oro luego de vender 500 000 copias.
A principios de febrero de 2008, la banda reservó ocho semanas de sesiones de grabación con el productor Neal Avron, conocido por trabajar con Fall Out Boy, Yellowcard y New Found Glory. En una entrevista, Stephen Christian comentó: «Estamos muy emocionados de trabajar con Neal; creo que nuestros seguidores van a estar contentos cuando escuchen el resultado final». Stephen también discutió sobre las dificultades de escribir el álbum: «Cuando intentas escribir veintinueve canciones líricamente te encuentras a vos mismo trabajando en círculos. Uno pasa a través de muchas cosas durante un año, pero inútilmente me he dedicado a buscar en libros, arte y en amigos para encontrar nuevas direcciones». Durante el proceso de grabación, la banda puso una cámara web en vivo en el estudio de grabación así sus seguidores podían verlos grabar el álbum a través de su perfil en MySpace.
En su semana de lanzamiento, vendió 36 000 copias, por lo que debutó en el puesto número trece en el Billboard 200. Para promocionar el disco, el grupo emprendió una gira como cabeza de cartel en los Estados Unidos junto a Scary Kids Scaring Kids, Straylight Run, y There for Tomorrow. Kyle Flynn, quien era miembro de Acceptance, se unió a la banda durante la gira donde colaboró con el teclado, guitarra acústica, voz de fondo, y el loop. Anberlin también viajó al Reino Unido, donde dieron varios conciertos junto a Elliot Minor y además tocaron un par como cabeza de cartel junto a Furthest Drive Home y Data.Select.Party. Posteriormente, ingresaron al estudio para grabar varias pistas. Luego de haber hecho una gira con Taking Back Sunday durante mayo y junio de 2009, la banda planeó empezar a escribir el sucesor de New Surrender en el verano, pero la fecha de lanzamiento no fue determinada, ya que Anberlin necesitaba darle al nuevo material su debido tiempo y esfuerzo.

### 2010 a 2011:Dark Is the Way, Light Is a Place

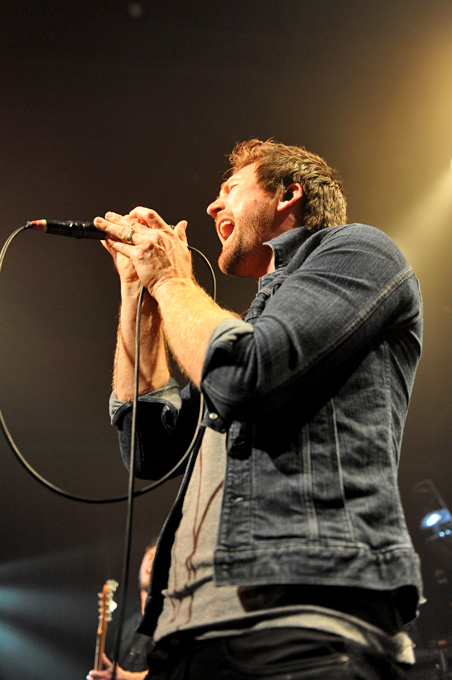
Stephen Christian durante una presentación de Anberlin en agosto de 2011.

En una entrevista con el periódico Sun-Sentinel en diciembre de 2009, Stephen Christian reveló que la banda probablemente entraría al estudio a principios de 2010, y que posiblemente publicarían un nuevo álbum más adelante ese mismo año. Él declaró: «Parece que vamos a ir al estudio en enero, febrero o marzo, justo en alguno de esos meses». Asimismo, el baterista Nathan Young comentó que el álbum sería «menos pop» y «más oscuro». En marzo de 2010, la banda entró a los Blackbird Studios, en Nashville, para comenzar a grabar el álbum. El día 3 de ese mes, anunciaron que estaban trabajando con el productor Brendan O'Brien. Un mes más tarde, Anberlin comunicó que el disco estaba en el proceso de mezcla. En una entrevista en abril con MyMag, Stephen afirmó que la fecha de lanzamiento sería en julio o a principios de agosto de 2010. Sin embargo, en otra entrevista con la revista Spin, Christian McAlhaney declaró que el álbum se lanzaría en septiembre de ese año.
A principios de junio de 2010, Anberlin confirmó que el 21 de septiembre de ese año publicarían su quinto álbum de estudio. No obstante, se lanzó el 7 de ese mes. El 17 de junio, un comunicado de prensa reveló que el disco se titularía Dark Is the Way, Light Is a Place, que proviene de una línea del poema Poem on His Birthday de Dylan Thomas. Junto a ello, se reveló la lista de canciones, y el lanzamiento de su primer sencillo, «Impossible». Cuando le preguntaron a Stephen acerca del posible impacto del nuevo álbum, él respondió: «Me siento como si estuviéramos al borde de algo... ya sea la dominación mundial o destrucción, pero de cualquier manera estamos al borde». De acuerdo con la banda, el disco «examina la batalla implícita en la vida y el amor». Respecto a esto, Christian declaró: «Tenemos que luchar en el buen sentido, no con amenazas de abandonar, sino para, en el amor, encontrar un entendimiento». Tras su lanzamiento, el álbum vendió 31 000 copias en su primera semana, y debutó en la novena posición en la lista Billboard 200. Dark Is the Way, Light Is a Place también alcanzó el puesto número uno, dos, cuatro, cuatro y nueve en las listas Christian Albums, Digital Albums, Rock Albums, Alternative Albums y Tastemaker Albums, respectivamente.
El disco contó también con una buena recepción crítica. La revista Q dijo que «el resultado grandilocuente suena como U2 si el camino a seguir de Bono hubiese sido tener tatuajes, pírsines oscuros y algún gruñido de garganta de vez en cuando». Roger Gelwicks de Jesus Freak Hideout comentó que la música llega «peligrosamente cerca de, al menos, emparejar tanto un paso maduro hacia adelante y un recordatorio a los aficionados de por qué cayeron por esta banda». Asimismo, el sitio web New Release Tuesday le otorgó cinco de cinco estrellas y afirmó que «es un álbum increíblemente increíble de principio a fin, sin una gota de relleno».

## Origen del nombre
Stephen Christian, vocalista y líder de Anberlin, ha mencionado diferentes orígenes del nombre de la banda en varias entrevistas, por ejemplo, que él lo había planeado como nombre para su primera hija. Al verse en dificultades para encontrar un nombre para la banda, Stephen lo sugirió: «Estábamos todos sentados tratando de llegar a un nombre. Ninguno de nosotros se casó ni tuvo hijos, pero algún día iba a nombrar a mi hija Anberlin, por lo que pensé que podíamos llamar la banda así hasta que pensáramos en algo mejor. Así que elegimos Anberlin y nadie ha pensado en algo mejor». Él dijo que no iba a utilizar Anberlin como nombre de su primera hija, sin embargo, dijo: «Si alguna vez tengo una hija y su nombre es Anberlin, ella pensará que fue nombrada después de la banda en lugar de al revés». Christian también declaró que el nombre del grupo fue creado cuando fue pensando en las ciudades de Europa que quería visitar. En su mente listó «Londres, París, Roma y Berlín». Christian pensó que «y Berlín» (and Berlin) sería un nombre apropiado para una banda, y así, cuando la banda estaba buscando un nombre Christian sugirió «And Berlin», que fue modificado a «Anberlin».
Posteriormente, Stephen desmintió esas versiones, y admitió que cuando la banda empezó, en las entrevistas hacían historias de como llegaron al nombre como una broma, ya que él creía el origen real del nombre de la banda no era lo suficientemente interesante. Stephen dijo que había una historia sobre cómo su abuelo había «salvado a una niña de un bombardeo de la Segunda Guerra Mundial... [y] su nombre era Anberlin». Con las historias volviéndose más diversas, decidió revelar el verdadero origen. Él declaró que el verdadero nombre proviene de la canción «Everything In Its Right Place» de Radiohead, diciendo: «Hay varias historias que han circulado en Internet, pero la verdadera historia es que cuando yo estaba en el colegio, mi banda favorita era Radiohead; en una de sus canciones de Kid A hay un ruido de fondo en la canción «Everything In Its Right Place» (alrededor del minuto 2:31). Mientras Thom (Yorke) está cantando try to say siempre pensé que el ruido de fondo sonaba como Anberlin, yo siempre pensé que Anberlin habría sido un gran nombre de la banda y bien... lo era/es».

## Integrantes
Miembros hasta el día de su separación
- Stephen Christian: voz y teclado (2002-2014)
- Joseph Milligan: guitarra y coros (2002-2014)
- Deon Rexroat: bajo (2002-2014)
- Nathan Young: batería y percusión (2002-2014)
- Christian McAlhaney: guitarra rítmica y coros (2007-2014)

Miembros temporales
- Nathan Strayer: guitarra rítmica y coros (2004-2007)
- Joey Bruce: guitarra rítmica (2002-2004)

## Discografía
Álbumes de estudio
- 2003: Blueprints for the Black Market
- 2005: Never Take Friendship Personal
- 2007: Cities
- 2008: New Surrender
- 2010: Dark Is the Way, Light Is a Place
- 2012: Vital
- 2014: Lowborn